# Coda (filme de 2019)
Coda (bra: A Última Nota) é um filme de 2019 estrelado por Patrick Stewart, Katie Holmes e Giancarlo Esposito sobre um pianista de concerto (Stewart) que sofre de ansiedade de desempenho no final de sua carreira. O filme é escrito por Louis Godbout e dirigido por Claude Lalonde.
O filme estreou no Festival Internacional de Cinema da Índia de 2019.

## Sinopse
Henry Cole é um aclamado pianista clássico no crepúsculo de sua carreira. Ele retorna ao palco após uma longa ausência após a morte de sua esposa apenas para descobrir que seu desempenho é prejudicado pelo medo de palco e instabilidade mental geral. Ele mal escapa da catástrofe quando sofre um ataque de ansiedade no palco, correndo para fora depois de terminar um número e fumar um cigarro.
Em uma conferência de imprensa pós-recital, ele conhece Helen Morrison, uma crítica de música do The New Yorker. Ela quer escrever uma história sobre ele e pede uma entrevista sem sucesso. Eles se encontram novamente alguns dias depois no Steinway Hall, onde Henry sofre outro episódio enquanto tenta se apresentar. Helen o resgata in extremis e ganha sua confiança. Henry finalmente concorda com a entrevista.
Enquanto isso, apesar dos melhores esforços de seu agente Paul, a condição mental de Henry declina constantemente. Seus recitais tornam-se cada vez mais perigosos, comprometendo assim sua turnê de retorno e seu tão esperado e divulgado concerto final em Londres.
Henry é convidado por Helen a viajar para Sils Maria, nos Alpes suíços, para ouvir outro pianista que ela conheceu, famoso pelo efeito terapêutico de sua interpretação das sonatas para piano tardias de Beethoven. Uma vez lá, os sintomas de Henry a princípio pioram, mas ele gradualmente encontra consolo através de caminhadas na natureza, encontros curiosos, mas empáticos com estranhos, partidas de xadrez animadas com Felix, o dono da pousada, e a música de Beethoven.

## Elenco
- Patrick Stewart como Sir Henry Cole, um talentoso pianista.
- Katie Holmes como Helen Morrison, repórter do The New Yorker.
- Giancarlo Esposito como Paul, agente de Henry.
- Christoph Gaugler como Felix, proprietário da pousada em Sils Maria.

## Música
Os números musicais do filme são interpretados pelo pianista ucraniano Serhiy Salov, que também faz uma aparição.

## Recepção
Richard Roeper deu ao filme 3 de 4 estrelas, afirmando que Stewart é “perfeitamente escalado e oferece um trabalho forte e esculpido em Shakespeare como Sir Henry Cole”. Joe Leydon da Variety também deu uma crítica positiva, elogiando a atuação e como o roteiro de Godbout evitou os clichês usuais, mesmo que a narrativa fosse previsível. Uma crítica menos favorável veio de John DeFore, do The Hollywood Reporter, que afirma que “nenhum evento isolado é fatalmente implausível, talvez, mas, em conjunto, não soa verdadeiro”.